# 矢部幸一
矢部 幸一（やべ こういち、1938年3月12日 - 2013年11月27日）は、日本の実業家、馬主。

## 経歴
1938年3月12日、北海道門別町（現日高町）に生まれ、苫小牧町（現苫小牧市）、次いで早来町（現安平町）で育つ。
1956年に苫小牧工業高等学校を卒業すると、父の設立した北海土建工業株式会社に入社し、以降建設業に従事。1976年、同社の代表取締役に就任した。
2013年、7月に肺癌を発症、治療の甲斐なく11月27日に死去した。75歳没。社長の後任には息子の矢部道晃が就任している。

## 馬主活動

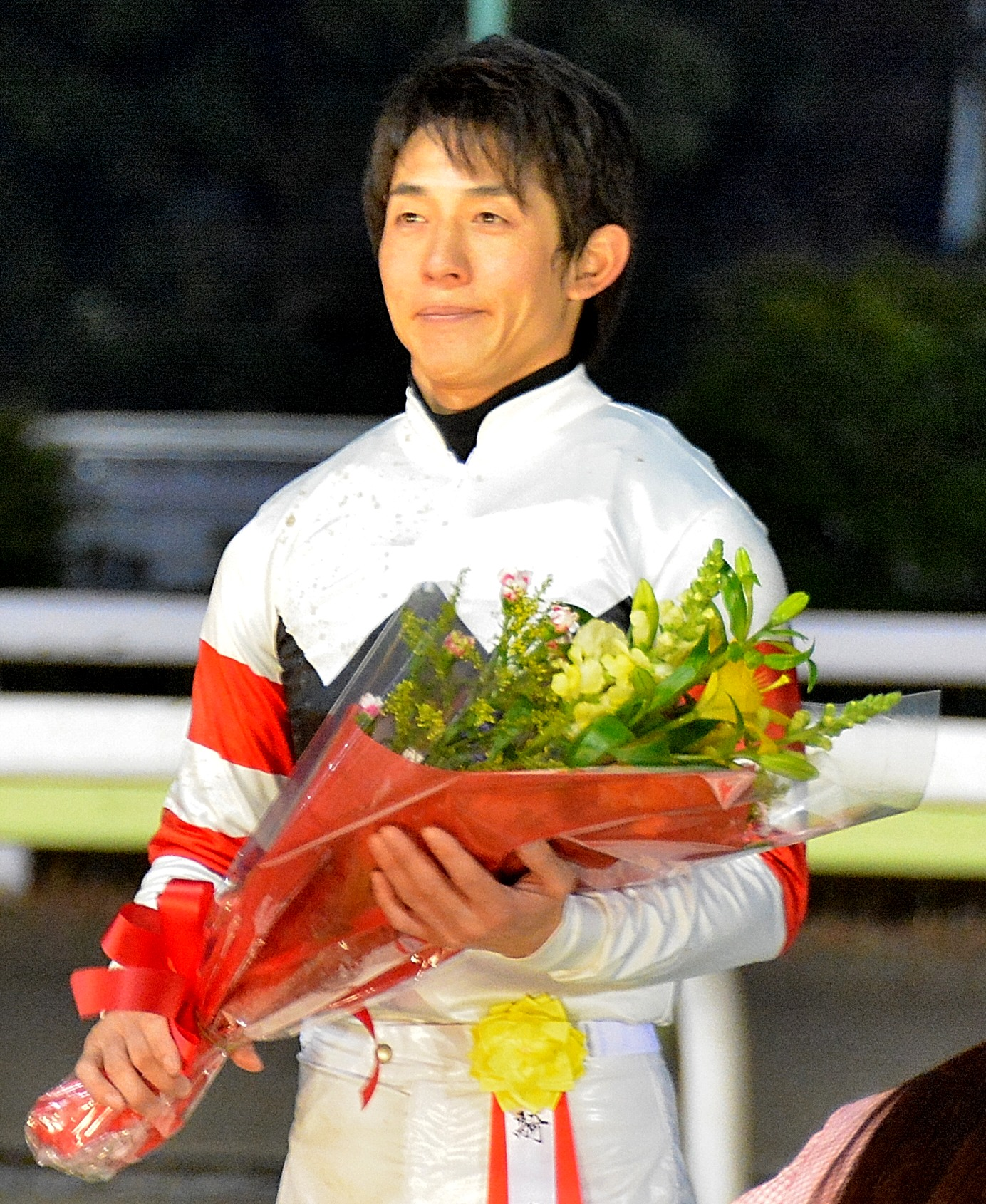
矢部の勝負服を着用した幸英明

日本中央競馬会（JRA）に登録していた馬主としても知られた。勝負服の柄は白、黒山形一本輪、袖赤二本輪、冠名には社長を務めていた「北海土建工業」より「ホッコー」を用いた。
2013年、死去により所有馬を息子の矢部道晃に名義変更。その後、2016年より「北幸商事株式会社」の法人名義に変更し、道晃が引き続き馬主活動を継続。勝負服色や冠名も継がれている。

### 来歴
- 1990年 - 馬主資格取得[3]。
- 1995年 - 11月30日の3歳新馬戦をホッコービューティが制し、初勝利[3]。
- 2002年 - ホッコーアンバーが京都ジャンプステークスを制し、重賞初制覇[3]。
- 2013年 - ホッコータルマエがかしわ記念を制し、GI級競走初制覇。その後、同馬のジャパンカップダート出走を控えた11月27日に死去。所有馬と勝負服色は翌年より息子の矢部道晃に引き継がれた。

## 主な所有馬

### GI級競走優勝馬
- ホッコータルマエ（2013年レパードステークス、佐賀記念、名古屋大賞典、アンタレスステークス、かしわ記念、帝王賞、JBCクラシック、東京大賞典）

### 重賞競走優勝馬
- ホッコーアンバー（2002年京都ジャンプステークス）
- ホッコーパドゥシャ（2009年新潟記念）

### その他の所有馬
- ホッコービューティ（1997年シンザン記念2着、フラワーカップ2着、阪神牝馬特別3着、1999年中山牝馬ステークス3着）
- ホッコーソレソレー（2006年鳴尾記念3着、2007年オパールステークス）
- ホッコータキオン（2008年野路菊ステークス、デイリー杯2歳ステークス2着）

### 北幸商事の所有馬
括弧内は矢部道晃名義の戦績も含む。
- ホッコータルマエ[注 1]（2014年川崎記念、チャンピオンズカップ、東京大賞典、2015年帝王賞、2016年川崎記念）
- ホッコーブレーヴ[注 1]（2014年日経賞2着、天皇賞・春3着、2015年コーフィールドカップ出走、メルボルンカップ出走）
- ホッコーメヴィウス（2022年新潟ジャンプステークス、阪神ジャンプステークス、京都ジャンプステークス）

## 受賞
- 全国中小建設業協会 会長表彰（1991年）[1]